# Andreas Schleiermacher
Andreas Schleiermacher (* 6. Februar 1787 in Darmstadt; † 13. August 1858 in Auerbach bei Bensheim) war ein deutscher Orientalist und Bibliothekar.

## Leben
Andreas August Ernst Schleiermacher wurde im Februar 1787 als zweitältester Sohn von Ernst Schleiermacher und dessen Ehefrau Henriette von Hesse in Darmstadt geboren. Sein Vater war seit Dezember 1779 Kabinettssekretär am Hof des Darmstädter Großherzogs. In dieser Funktion war er maßgeblich am Aufbau der Kunst- und Naturaliensammlungen in Darmstadt beteiligt.
Andreas Schleiermacher studierte von 1803 bis 1805 Theologie und orientalische Sprachen in Gießen, Göttingen und Paris. 1808 kehrte er nach Darmstadt zurück und wurde Assessor an der Hofbibliothek und dem im Aufbau befindlichen Museum. 1811 wurde er Hofbibliothekar und zweiter Museumsdirektor als Stellvertreter seines Vaters. Die Hofbibliothek war erst wenige Jahre vorher durch ca. 4.000 Druckwerke aus den Beständen des Kölner Arztes und Kunstsammlers Adolf von Hüpsch wesentlich erweitert worden.
Andreas Schleiermacher ordnete die Bestände der Hofbibliothek völlig neu und erarbeitete einen systematischen Katalog von solcher Qualität, wie ihn kaum eine andere große Bibliothek zur damaligen Zeit besaß. Außerdem wurden die Bestände nahezu aller Gebiete deutlich erweitert. 1817 wurde die Hofbibliothek für die Darmstädter Bevölkerung geöffnet.
1821 wurde Schleiermacher zugleich Oberfinanzrat und 1830 erhielt er die Funktion eines Geheimen Kabinettssekretärs. Damit hatte er dieselbe Stellung wie sein Vater Jahrzehnte vorher erreicht. In der Nachfolge seines Bruders Ludwig Schleiermacher wurde er von Ludwig II. (Hessen-Darmstadt) im Jahre 1844 zum Direktor des Hofmuseums ernannt. Dieses Museum, das ebenfalls im Schloss untergebracht war, leitete er zehn Jahre lang bis zu seinem Ruhestand 1854.
Andreas Schleiermacher starb im August 1858 in Auerbach bei Bensheim. Das Fürstenlager Auerbach war seit Jahrzehnten Sommersitz der Landgrafen von Hessen-Darmstadt. Schleiermacher war seit 1812 mit Louise Caroline Maurer (1793–1867) verheiratet. Aus der Ehe gingen fünf Töchter hervor.

## Mitgliedschaften
Andreas Schleiermacher war Mitglied der Deutschen Morgenländischen Gesellschaft.

## Ehrungen
- 1834: Geheimer Staatsrat
- Ehrendoktorwürde Dr. phil. E. h.